# Gonomyia (Leiponeura) subscimitar
Gonomyia (Leiponeura) subscimitar is een tweevleugelige uit de familie steltmuggen (Limoniidae). De soort komt voor in het Neotropisch gebied.